# Foxit PDF Reader
Foxit PDF Reader – darmowy czytnik dokumentów w formacie PDF, którego zaletą jest znacznie szybsze ładowanie w porównaniu z Adobe Reader, przy zachowaniu podstawowej funkcjonalności.
Program wczytuje wiele plików jednocześnie, akceptuje polskie litery, udostępnia wyszukiwanie, respektuje wbudowane odsyłacze internetowe, pozwala kopiować tekst, wyświetla listę stron do szybkiej nawigacji. W wersji 1.x aplikacja była krytykowana za duże wykorzystanie pamięci operacyjnej komputera. Ta wada została usunięta w kolejnych aktualizacjach.
Na stronie domowej projektu dostępnych jest wiele dodatków do tej przeglądarki plików PDF, między innymi kreator formularzy (Foxit Form Designer) oraz umożliwiający edycję plików PDF – Foxit PDF Editor. Istnieje możliwość zmiany języka obsługi programu. Dostępny jest również w języku polskim.